# Прогулки с Бродским
«Прогулки с Бродским» (1993—2000) — телевизионный документальный фильм о поэте Иосифе Бродском. Первый фильм о Бродском, снятый для России. Лауреат премии «ТЭФИ-1995».
Фильм снят в Венеции, куда специально для съёмок приехали два друга-поэта — Иосиф Бродский и Евгений Рейн. Они прогуливаются по набережным, сидят в кафе, разговаривая о поэзии, о языке, о Венеции, о России, о будущем, о кошках, читают свои стихи.
Фильм снимался в октябре 1993 года, а появился на телеэкране в августе 1994 года. После монтажа осталось много материалов, из которых авторы сделали продолжение — «Прогулки с Бродским II. История съёмок». Обе части под общим названием «Прогулки с Бродским» вышли на DVD в 2000 году в серии «Другое кино» компании «Кармен Видео». В это издание вошли дополнительные материалы: воспоминания жителей деревни Норенская (место ссылки Бродского), история первой публикации стихов Бродского, кадры поминальной службы по Бродскому.
«Прогулки с Бродским» получили премию «ТЭФИ» как лучший телевизионный фильм. По стечению обстоятельств, это произошло 24.05.1995 — в день рождения поэта.